# Premier League 2023 (Taiwan)
La Taiwan Football Premier League 2023 è stata la settima edizione del massimo campionato di calcio taiwanese. La stagione è iniziata il 16 aprile e si è conclusa il 20 dicembre. 
Il Tainan City è la squadra campione in carica e la squadra vincitrice, ottenendo il suo quarto titolo nazionale.

## Stagione

### Novità
Per riportare il campionato ad 8 partecipanti, dalle 7 della stagione 2022, è stato annunciato che il Red Lions, che per il 2022 aveva annunciato la temporanea cessazione delle attività, si è iscritto nuovamente alla stagione 2023, cambiando il suo nome in Taipei Deva Dragons.

### Aggiornamenti
L'Hang Yueng cambia il suo nome in New Taipei Hang Yueng, dopo il trasferimento della società a Nuova Taipei

### Formula
Il campionato è giocato con un girone all'italiana da 8 partecipanti, con le squadre che si affrontano tre volte, giocando andata, ritorno e nuovamente andata, per un totale di 21 giornate.
Al termine della stagione, la squadra prima in classifica è Campione di Taiwan e si qualifica per l'edizione successiva della Coppa dell'AFC.
A partire dalla stagione 2022 la Federazione calcistica di Taipei Cinese ha annunciato il ritorno della seconda serie, la Taiwan Challenge League, fermata in seguito alla pandemia di Covid-19. A partire dalla stagione 2023 inoltre è stato riattivato il sistema di promozioni e retrocessioni: l'ultima classificata viene retrocessa, mentre la settima gioca uno spareggio contro la seconda classificata della Taiwan Challenge League.

## Squadre partecipanti
| Club                  | Città        | Stagione Precedente       |
| --------------------- | ------------ | ------------------------- |
| AC Taipei             | Taipei       | 6° in Premier League 2022 |
| Hang Yuen             | Nuova Taipei | 4° in Premier League 2022 |
| Ming Chuan University | Taoyuan      | 7° in Premier League 2022 |
| Taichung Futuro       | Taichung     | 2° in Premier League 2022 |
| Tainan City           | Tainan       | Campione di Taiwan        |
| Taipei Deva Dragons   | Zhubei       | Non in attività           |
| Taiwan Power Co.      | Kaohsiung    | 3° in Premier League 2022 |
| Leopard Cat           | Taipei       | 5° in Premier League 2022 |

## Classifica
|                   | Pos. | Squadra               | Pt | G  | V  | N | P  | GF | GS | DR  |
| ----------------- | ---- | --------------------- | -- | -- | -- | - | -- | -- | -- | --- |
| Taiwan (bandiera) | 1.   | Tainan City           | 52 | 21 | 17 | 1 | 3  | 47 | 14 | +33 |
|                   | 2.   | Leopard Cat           | 41 | 21 | 12 | 5 | 4  | 40 | 22 | +18 |
|                   | 3.   | Taiwan Power Co.      | 33 | 21 | 10 | 3 | 8  | 38 | 24 | +14 |
|                   | 4.   | AC Taipei             | 31 | 21 | 9  | 4 | 8  | 25 | 19 | +6  |
|                   | 5.   | Taichung Futuro       | 28 | 21 | 8  | 4 | 9  | 33 | 31 | +2  |
|                   | 6.   | Hang Yuen             | 27 | 21 | 8  | 3 | 10 | 25 | 33 | +8  |
|                   | 7.   | Ming Chuan University | 19 | 21 | 5  | 4 | 12 | 19 | 44 | -25 |
|                   | 8.   | Taipei Deva Dragons   | 8  | 21 | 2  | 2 | 17 | 18 | 58 | -40 |

## Spareggio promozione/retrocessione
Lo spareggio è stato disputato dal Ming Chuan University, penultimo in Premier League, e dal Taoyuan International, terzo in Taiwan Second Division League. Il Lianhong Tai Sports, che si era classificato secondo nella seconda divisione, non è riuscito a completare la certificazione del club. Pertanto, Taoyuan International, che si era classificato terzo nella Seconda divisione di Taiwan nel 2023, è stato ammesso ai play-off.
|                       | Risultato |                       | Luogo e data             |
| --------------------- | --------- | --------------------- | ------------------------ |
| Taoyuan International | 2-3       | Ming Chuan University | Taipei, 27 dicembre 2023 |
|                       |           |                       |                          |